# Musée national des Arts et Traditions populaires (Rome)
Pour les articles homonymes, voir Musée national des Arts et Traditions populaires.
Le musée national des Arts et Traditions populaires (Museo nazionale delle arti e tradizioni popolari) est un musée ethnographique situé à Rome dans le quartier de l'EUR. Il dépend de l'Istituto Centrale per la Demoetnoantropologia (IDEA) formé en 2007, devenu en 2019 l’Istituto centrale per il patrimonio immateriale (ICPI).

## Historique
Le Museo nazionale delle arti e tradizioni popolari a été fondé en 1956 à partir des collections ethnographiques rassemblées par Lamberto Loria et présentées lors de l'exposition du cinquantenaire de l'unité italienne en 1911. L'édifice a été construit pour abriter l'exposition universelle de 1942 qui n'eut jamais lieu.
Depuis 2016, le Museo nazionale delle arti e tradizioni popolari fait partie d’un ensemble appelé Museo delle civiltà (« Musée des civilisations »), qui réunit plusieurs musées à Rome.